# Oberst Redl
Oberst Redl is een film uit 1985 van de Hongaarse regisseur István Szabó. De film is gebaseerd op het levensverhaal van de Oostenrijks-Hongaarse legerofficier Alfred Redl en op het toneelstuk A Patriot for Me van de Britse auteur John Osborne.

## Verhaal
De film speelt zich af in de nadagen van de Oostenrijk-Hongaarse dubbelmonarchie. Alfred Redl komt uit een arme Galicische familie. Hij werkt zich echter op naar de top van het Oostenrijkse leger. Hij is homoseksueel, maar hij weet zijn geaardheid verborgen te houden. Hij spreekt verschillende talen en krijgt daarom de opdracht van keizer Frans Jozef om de Russen te bespioneren. Dan raakt echter bekend dat hij homoseksueel is.

## Rolverdeling
| Acteur                | Personage                   |
| --------------------- | --------------------------- |
| Klaus Maria Brandauer | Kolonel Alfred Redl         |
| Hans Christian Blech  | Generaal von Roden          |
| Armin Mueller-Stahl   | Aartshertog Frans Ferdinand |
| Gudrun Landgrebe      | Katalin Kubinyi             |
| Jan Niklas            | Kristof Kubinyi             |
| László Mensáros       | Kolonel Ruzitska            |
| András Bálint         | Dr. Gustav Sonnenschein     |
| László Gálffi         | Alfredo Velocchio           |
| Dorottya Udvaros      | Clarissa                    |
| Károly Eperjes        | Luitenant Jaromil Schorm    |
| Róbert Rátonyi        | Baron Ullmann               |